# Dave Kitson
David Barry Kitson, mais conhecido como Dave Kitson (Hitchin, 21 de Janeiro de 1980), é um futebolista inglês que atua como atacante. Atualmente, defende o Portsmouth.

## Carreira
Nascido em Hitchin, Kitson iniciaria sua carreira no futebol no clube local, Hitchin Town, quando tinha dezoito anos. Devidia sua carreira futebolista com o trabalho no supermercado, onde trabalhava como empilhador de alimentos congelados. Deixaria o clube após duas temporadas, quando tinha vinte, seguindo para o Arlesey Town, onde permaneceria durante alguns meses, mas também não se profissionalizando no clube. Em seguida, acertaria com o Cambridge United, onde consegueria atuar profissionalmente ainda na temporada, disputando oito partidas e anontando um tento.
Seu grande sucesso no clube aconteceria em sua terceira temporada (segunda completa), quando disputou 51 partidas na temporada, marcando 22 vezes. Ainda iniciaria uma quarta temporada, mas deixaria o clube após dezenove partidas e onze gols, seguindo para o Reading, que pagou apenas 150 mil libras por seu passe, onde terminaria a temporada marcando apenas cinco vezes em dezessete partidas. Curiosamente, sua grande temporada no clube aconteceria novamente na terceira (segunda completa), quando marcaria os mesmos 22 tentos, mas dessa vez em 40 partidas. Ainda permaneceria mais duas temporadas, mas com um rendimento inferior, mas o suficiente para se transferir para o Stoke City por 5,5 milhões de libras.
No Stoke, acabaria não conseguindo se adaptar o clube, disputando dezoito partidas e não marcando nenhuma vez. Seria emprestado até o término da temporada ao Reading, onde continaria com um rendimento baixo, marcando apenas duas vezes em doze partidas. Tendo retornado, disputaria na temporada seguinte apenas duas partidas (deixando um) na Copa nacional e, sendo emprestado durante dois meses ao Middlesbrough, onde marcaria três vezes em seis partidas antes de retornar. Terminaria a temporada no Stoke, disputando dezoito partidas e marcando duas vezes e, sendo negociado com o Portsmouth ao término do campeonato.